# William Hobbs
William Barton Rogers Hobbs (30 de julio de 1949-4 de enero de 2020) fue un deportista estadounidense que compitió en remo. Fue hermano del también remero Franklin Hobbs.
Participó en dos Juegos Olímpicos de Verano en los años 1968 y 1972, obteniendo una medalla de plata en Múnich 1972 en la prueba de ocho con timonel.

## Palmarés internacional
| Juegos Olímpicos | Juegos Olímpicos | Juegos Olímpicos | Juegos Olímpicos |
| Año              | Lugar            | Medalla          | Prueba           |
| ---------------- | ---------------- | ---------------- | ---------------- |
| 1972             | Múnich (RFA)     | Medalla de plata | Ocho con timonel |